# William Henry Fitton

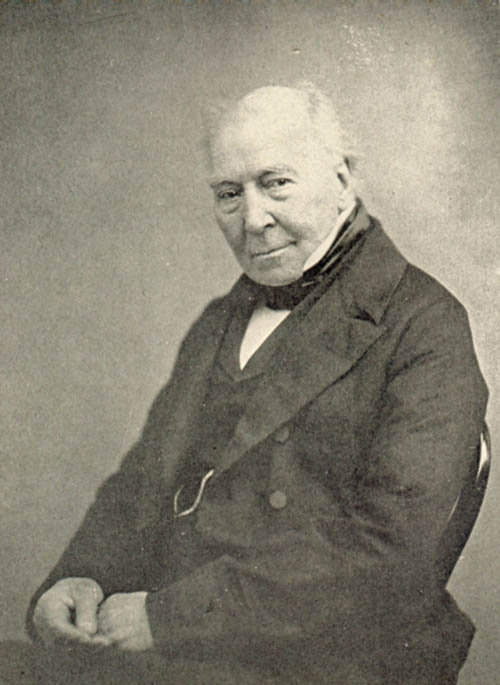
William Henry Fitton 1860

William Henry Fitton (* Januar 1780 in Dublin; † 13. Mai 1861 in London) war ein Irischer Geologe.

## Leben
Fitton erhielt seine Ausbildung am Trinity College in Dublin. 1798 erhielt er ein Oberstufenstipendium. Zu dieser Zeit begann er sich für Geologie zu interessieren und baute eine Fossiliensammlung auf. Nach seinem Abschluss im Jahr 1799 entschied er sich für den Arztberuf. 1808 zog er nach Edinburgh, wo er die Vorträge von Robert Jameson hörte. Sein Interesse an Naturwissenschaften wuchs, vor allem an geologischen Themen. 1809 wechselte er nach London, um dort Medizin und Chemie zu studieren. Zwei Jahre später hielt er seinen ersten Vortrag vor der Geological Society of London, eine Beschreibung der Geologie in der Umgebung von Dublin sowie einiger seltener Minerale Irlands. 1812 übernahm er eine Arztpraxis in Northampton, die für einige Jahre seine Zeit völlig in Anspruch nahm. 1816 erhielt er den Titel eines Medical Doctors (M.D.) in Cambridge.
1820 ließ sich Fitton in London nieder. Da er eine vermögende Dame geheiratet hatte, konnte er sich vollständig der Geologie widmen. Zwischen 1824 und 1836 studierte er geologische Formationen im Südosten Englands aus dem Grenzbereich Kreide/Jura und veröffentlichte seine Ergebnisse in dem Aufsatz Observations on some of the Strata between the Chalk and the Oxford Oolite, in the South-east of England (Transactions of the Geological Society, Serie 2, Band IV), der als Fitton’s Strata below the Chalk (Fittons Schichten unter der Kreide) bekannt wurde. In dieser Arbeit bestimmte er die korrekte Abfolge und Beziehung von Upper und Lower Greensand sowie die der Wealden- und Purbeck-Formation und beschrieb ihren Aufbau im Einzelnen.
Bereits 1815 war er zum Mitglied der Royal Society gewählt worden und war von 1827 bis 1829 Präsident der Geological Society of London. Sein Haus entwickelte sich zum Treffpunkt von Wissenschaftlern, und während seiner Präsidentschaft veranstaltete er einen regelmäßig sonntagabends stattfindenden Gesprächskreis für alle Mitglieder der Geological Society. Zwischen 1817 und 1841 schrieb er zahlreiche Beiträge für die Zeitschrift Edinburgh Review, unter anderem Besprechungen der bahnbrechenden Bücher von William Smith, Charles Lyell und Roderick Murchison. Für das Philosophical Magazine verfasste er 1832 und 1833 eine Abhandlung über die Entwicklung der Geologie in England (Notes on the Progress of Geology in England). 1852 erhielt er die Wollaston-Medaille der Geological Society. Sein Exemplar bestand aus dem von Wollaston entdeckten Metall Palladium, das zwischen 1846 und 1866 für alle Medaillen dieses Preises verwendet wurde.
Seine einzige auf eigener Arbeit beruhende Veröffentlichung aus dieser Zeit war eine geologische Beschreibung der Umgebung von Hastings (A Geological Sketch of the Vicinity of Hastings), die 1833 erschien. Nach der Autobiographie von Charles Babbage erfand er um 1825 das Thaumatrop, das später von John Ayrton Paris kommerziell vertrieben wurde und dem die Erfindung gewöhnlich zugeschrieben wird.